# Wang Tan

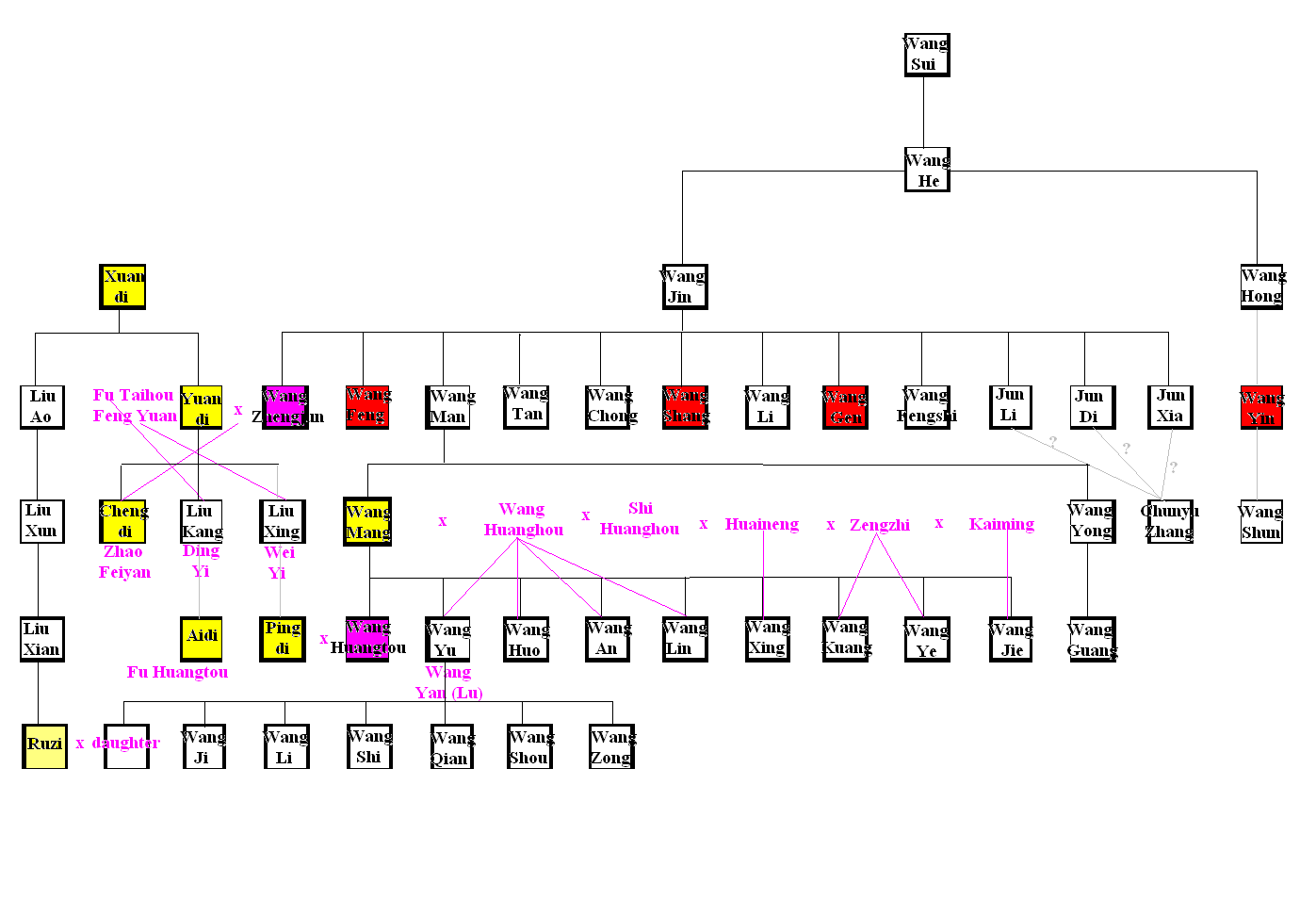
Stamboom van de familie Wang

Wang Tan (†16 v.Chr.) was een hoge Chinese functionaris uit de eerste eeuw v.Chr. Hij behoorde tot de familie van de Chinese keizer Wang Mang. Hij was de derde zoon van Wang Jin en oom van zowel keizer Cheng als van Wang Mang. Met steun van zijn halfzus, keizerin-weduwe Wang Zhengjun werd hij in 32 vrijwel onmiddellijk na de troonsbestijging van haar zoon, keizer Chen tegelijk met vier andere (half)broers (Wang Shang, Wang Li, Wang Gen en Wang Fengshi) in de adelstand verheven. Zij stonden bekend als de 'vijf markiezen' (五侯, wu hou). In 27 ontving hij de titel 'markies van Ping’a' (Ping'a hou, 平阿侯), met de bijbehorende landgoederen.
In 22 werd hij door Wang Feng, zijn oudste broer en opperbevelhebber (Da Sima, 大司馬) gepasseerd, toen die niet hem, maar zijn neef Wang Yin aanwees als zijn opvolger. Dit vanwege het extravagante gedrag dat Wang Tan had vertoond. Volgens juan 85 en 98 van de Hanshu voerde hij een extravagante levensstijl die niet overeenkwam met zijn maatschappelijke positie. Toen Wang Yin hem daarna alsnog verantwoordelijk wilde maken voor de bewaking van de stadspoorten, weigerde Wang Tan deze volgens hem te lage functie. Deze gebeurtenis leidde tot een vertroebeling van de verhouding tussen hem en Wang Yin, die duurde tot de dood van Wang Tan in 16 v.Chr. Hij werd als markies van Ping'a opgevolgd door zijn zoon Wang Ren.